# Aguiar (Sobrado)
Aguiar es un despoblado español situado en el término municipal de Sobrado, en la provincia de León, comunidad autónoma de Castilla y León.

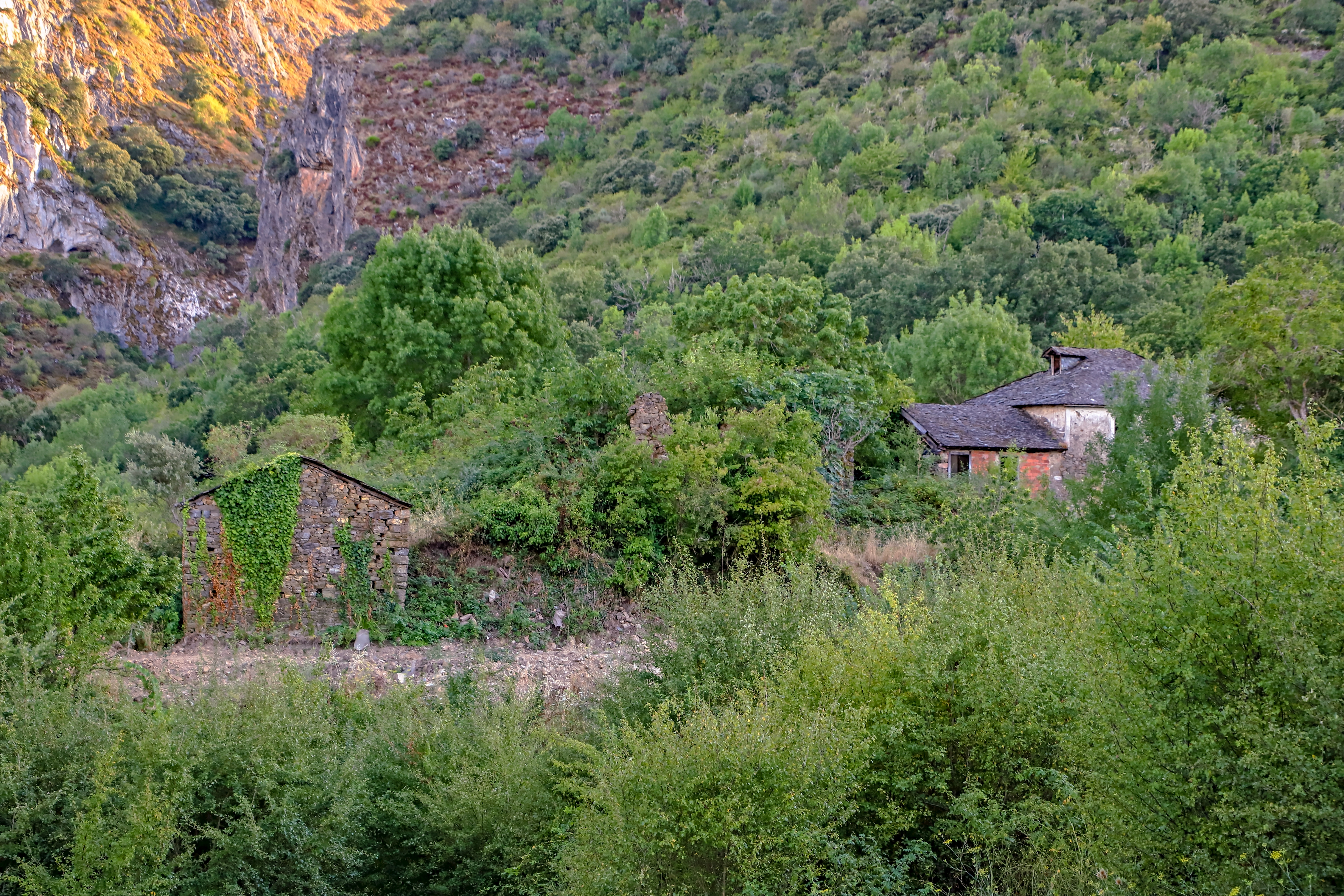
Casas y huerto

## Toponimia
El topónimo Aguiar procede de la palabra latina Aquila (águila) más el sufijo -ar, que indica colectividad, con pérdida de la -l- intervocálica, con el significado de lugar donde abundan las águilas.

## Geografía física
Ubicación
Aguiar está situado en el valle del arroyo de la Callejeira, afluente del Sil, a los pies de la sierra de la Encina de la Lastra, cerca del límite con la provincia de Orense. Su territorio está representado en la hoja MTN50 (escala 1:50 000) 157 del Mapa Topográfico Nacional.
| Noroeste: Sobrado        | Norte: Sobrado | Noreste: Friera |
| Oeste: Portela de Aguiar |                | Este: Cancela   |
| Suroeste Porto           | Sur: Biobra    | Sureste: Covas  |

## Historia
Sebastián Miñano, en su Diccionario geográfico y estadístico de España y Portugal, señalaba que era un lugar señorial (entonces denominado Aguiar de la Lastra) perteneciente al partido de Ponferrada, cabecera de la merindad de su nombre, abadía de Villafranca del Bierzo. Su población era de 52 habitantes, producía castañas, centeno, vino, legumbres y frutos, y contaba con una parroquia aneja de Portela. Pascual Madoz, en su Diccionario geográfico-estadístico-histórico de España y sus posesiones de Ultramar, describía el lugar (también bajo la denominación de Aguiar de la Lastra) como parte del partido judicial y abadía mitrada de Villafranca del Bierzo, Ayuntamiento de Cabarcos; contaba con una parroquia aneja de Portela y en su terreno se producía centeno, castañas, legumbres, vino y frutas. Su población era de 12 vecinos, 48 almas.

## Demografía
Evolución de la población
| Gráfica de evolución demográfica de Aguiar entre 2000 y 2019       |
|                                                                    |
| Población de derecho (2000-2019) según el padrón municipal del INE |